# 국제 WEC
WEC(Worldwide Evangelization for Christ)국제선교회는 1913년 C.T. Studd에 의해 창립되었다.
영국의 한 유복한 집안에서 태어난 그는 크리켓 선수로 명성을 날리던 대학 시절, 선교의 소명을 받고 캠브리지 7인의 한 사람으로 중국으로 건너가, 허드슨 테일러와 함께 중국 복음화를 위해 일했다.
53세가 되던 1913년, Studd는 병으로 쇠약해진 몸으로 다시 하나님의 부르심에 순종하여 아프리카 심장부에 복음을 전하기 위해 벨기에령 콩고(옛 자이레공화국)로 출발했다. 이후 '아프리카 심장 선교회(The Heart of Africa Mission)'를 설립하였고, 이것이 'WEC 국제선교회의 전신이 되었다.
평범한 한 사람의 비전과 헌신으로부터 시작한 WEC 국제선교회는 현재 미전도 지역을 중심으로 약 80여개국에서 사역하고 있으며, 약 50여개국에서 모인 2,200여 명의 선교사들이 팀으로 활동하고 있다. 1986년 6월 미국에서 열린 WEC 국제조정회의에서 한국본부 설립의 필요성을 인식하고, 여호수아 21장 43-45절을 하나님의 말씀으로 받아들인 후 오래 동안 기도로 준비해 왔다.
10년 후인 1996년, 유병국 선교사가 한국본부 설립의 위임을 받고 사역지 감비아로부터 귀국, 설립준비위원회를 구성했다. 1997년 이사회가 조직되었고, 그 해 7월 사랑의 교회 본당에서 WEC한국본부 창립예배를 드리기에 이르렀다.
WEC한국본부는 인천을 비롯하여 대구, 대전, 부산, 울산, 광주, 청주, 전북, 제주, 경기북부에 지부를 설립하였다.

from 한국WEC국제선교회 홈페이지 (weckr.org)